# Odvetnik
Odvetnik je pravnik s pravniškim državnim izpitom, ki izpolnjuje zakonske pogoje za opravljanje odvetniškega poklica, in je član odvetniške zbornice. Odvetništvo je svoboden poklic, hkrati pa opravlja pomembno funkcijo v okviru pravosodnega sistema. Na voljo mu je, ali je zaposlen v odvetniški pisarni. Strankam svetuje pri sklepanju pravnih poslov in jih zastopa pri opravljanju pravnih dejanj v postopkih pred državnimi organi, organi lokalne samouprave in drugimi organi ter organizacijami.
V slovenskih pravnih postopkih (pravdni, nepravdni, kazenski, upravni) so odvetniku pridržana samo dejanja v zvezi z izrednimi pravnimi sredstvi, zato je splošno pooblastilo (tako brez izrecnih omejitev) zanj širše. Sicer si lahko stranka izbere kot zastopnika kogarkoli; sodišče jo je dolžno opozoriti, če presodi, da ji je izbira zastopnika v škodo. 
Odvetniki zaračunavajo svoje storitve v skladu z odvetniško tarifo, s stranko pa se lahko dogovori tudi za višje plačilo. Plačilo storitve zapade v plačilo po opravljeni storitvi, odvetnik in stranka pa se lahko dogovorita tudi za plačilo nagrade v višini, ki lahko dosega do 15 % prisojenega zneska. Poseben dogovor o plačilu v obliki deleža od prisojenega zneska je običajen predvsem pri odškodninskih zahtevkih.
Odvetnik (razen odvetnik posameznik) ne odgovarja za svoje storitve z vsem svojim premoženjem, ob tem da ima obvezno zavarovano odgovornost pri komercialni zavarovalnici.
Natančna terminologija za besedo “odvetnik” se razlikuje. Izrazi odvetnik, svetovalec, barister in solicitor so vsa različna imena za odvetnike. Izvor poklica sega že v antično Grčijo, ko je govornik govoril v imenu prijateljev ali državljanov na njihovo zahtevo. Kljub temu, da je deloval kot pravni svetovalec v skladu z atenskim pravom, govorniku ni bilo treba plačati za njegove storitve. Prvi odvetnik v starem Rimu je okoli leta 204 pred našim štetjem prejel plačilo za svoje storitve, ko je cesar Klavdij legaliziral ta poklic in uvedel prepoved pristojbin.